# TOMOYO Linux
TOMOYO Linux es un módulo de seguridad del Núcleo Linux que implementa controles de acceso obligatorios (MAC, por su siglas en inglés).

## Introducción
TOMOYO, es una implementación de controles de acceso obligatorios para Linux, utilizado para incrementar la seguridad del sistema, como así también puede ser usada como una herramienta de análisis de sistemas. Fue lanzada en marzo del 2003, y patrocinado por la corporación de origen japonés NTT Data hasta marzo del 2012.
TOMOYO Linux, se centra en el comportamiento del sistema, permitiendo que cada proceso declare funcionamiento y recursos que requiere obtener para alcanzar su objetivo. Cuando TOMOYO se encuentra activado, actúa restringiendo el funcionamiento de cada proceso a lo permitido por el administrador.

## Características
Las principales características que incluye, son:
- Análisis del sistema.
- Seguridad mejorada a través de controles de acceso obligatorios.
- Generación automática de políticas.
- Sintaxis simple.
- Facilidad de uso.

## Historia y versiones
TOMOYO fue fusionado en la línea principal del Núcleo Linux en su versión 2.6.30 (10 de junio de 2009). Actualmente es uno de los cuatro módulos de seguridad de Linux, junto a SELinux, AppArmor y SMACK.
El proyecto comenzó, como un parche para el núcleo Linux para proveer de controles de acceso obligatorios. Adaptar TOMOYO a la línea principal del núcleo Linux, requirió la incorporación de parches dentro de los módulos de seguridad de Linux que fueron específicamente diseñados para SELinux y su enfoque en etiquetas.
De todos modos, más parches fueron necesario para integrar el resto de las funcionalidades de TOMOYO Linux, en consecuencia el proyecto se dividió en dos líneas de proyectos paralelas:
- TOMOYO Linux 1.x, versión original:

- - Usa "ganchos (hooks)" deliberadamente fuera del estándar.
  - Posee todas las funciones de controles de acceso obligatorios.
  - Liberado como un parche para el núcleo Linux, aunque está versión no depende o forma parte de los módulos de seguridad de Linux; puede ser usado a partir del núcleo 2.6 (desde la versión 2.6.11) como así también 2.4.
  - última versión: 1.8.3.

- TOMOYO Linux 2.x, versión principal:

- - Usa "nudos (hooks)" estándar de los módulos de seguridad de Linux.
  - Parte integral del núcleo Linux desde la versión 2.6.30.
  - Su última versión, la 2.5.0, se encuentra incluida desde el núcleo 3.2.

- AKARI, TOMOYO 1.x fork:

- - Usa "nudos (hooks)" estándar de los módulos de seguridad de Linux.
  - menos funciones que TOMOYO 1.x, pero más que TOMOYO 2.x.